# 浊积岩
浊积岩(Turbidite)是一种特殊类型的碎屑岩，通过浊流作用产生。因浊流中有许多悬浮物质，所以它的比重比清水大很多，因此浊积岩可以借助于自身重力把浅海中碎屑物质带到深海中沉积下来。
浊积岩由砾岩、砂岩、粉砂岩和泥质岩组成，成分因地点而不同。砂岩常是长石砂岩和硬砂岩，有时也有碎屑灰岩。在浊积岩层中通常均有递变层理，广泛发育成为底面各种印模，如槽模、沟模、锥模等，也可见虫孔、叠瓦状构造或其它构造。一般不具有泥裂、雨痕等浅水成因原生构造。
大部分浊积岩都分布在复理石建造和类复理石建造中，常组成地槽沉积的一部分；但复理石不一定由浊流沉积形成，浊积岩也不一定限于复理石建造。

## 特征
- 较粗砂级浊积岩常有粒级递变层理。由下向上变细，各部分分选不好，有极细的充填物质。而由水流逐渐减弱形成的向上变细的层理（分选层理），各部分分选均好，底部粗粒部分没有极细粒成分。
- 浊积砂岩、粉砂岩层段，不发育大、中型交错层理、不保存波痕。但常发育变形层理。反映密度较高、沉积较迅速。
- 岩层底面上发育突出形状的底面铸模。浊流头部富粗物质，流速大，侵蚀力较强，流经底部泥面，形成一系列冲槽，很快被浊积物充填，铸模细而低的一端指向上游。常见由于迅速、整体沉积，浊积砂在底部软泥上不均匀荷重，形成不规则的荷重模，有些砂还深陷软泥形成荷重囊。还有浊流底部携带硬物在稍硬化的泥底上拖曳、跳跃，形成零星的铸模，如沟模、跳槽等。
- 浊积砂岩多系暗色富粘土基质的硬砂岩，显示深水性、浑浊、迅速沉积的特征。
- 其中的粗碎屑一般不形成砾岩；因富泥、砂，形成含砾泥岩、含砾砂岩、含砾灰岩等。